# Andrew DeClercq
Pour les articles homonymes, voir DeClercq.
Andrew Donald DeClercq, né le 1er février 1973, à Détroit, Michigan, est un ancien joueur américain de basket-ball. Il évolue durant sa carrière aux postes d'ailier fort ou de pivot.